# Сецесија у Србији
Сецесија у Србији представља појаву и развој уметничког правца сецесије (познатог и као Art Nouveau) на територији данашње Републике Србије крајем 19. и почетком 20. века. Овај стил је оставио најдубљи траг у архитектури, пре свега на подручју Војводине, која је тада била у саставу Аустроугарске, али и у Београду, где је попримио нешто другачије форме под утицајем Беча и Париза. Карактеришу га орнаменталност, употреба валовитих линија, флорални и зооморфни мотиви, као и примена нових материјала попут гвожђа, стакла и керамике у декорацији фасада.

## Карактеристике
Архитектуру сецесије у Србији одликује неколико кључних елемената:
- Декоративност фасаде: Фасаде су богато украшене орнаментима инспирисаним природом – мотивима цвећа (лале, ириси, сунцокрети), лишћа, као и животињским и антропоморфним фигурама.
- Валовите линије: Уместо строгих, равних линија историцизма, сецесија уводи динамичне, асиметричне и таласасте линије које се примењују на прозорима, порталима, балконима и кровним венцима.
- Употреба материјала: Поред класичних материјала, интензивно се користе ковано гвожђе за ограде балкона и степеништа, декоративне керамичке плочице (посебно Жолнаи керамика) и витражи у боји.[2]
- Синтеза уметности (Gesamtkunstwerk): Архитекте сецесије често су тежиле стварању "тоталног уметничког дела", дизајнирајући не само зграду, већ и њену унутрашњост, укључујући намештај, штукатуре, сликарство и декоративне предмете.

## Главни центри и представници
Развој сецесије у Србији није био равномеран. Најзначајнији центри су се налазили у Војводини, док је у Београду стил био мање заступљен, али са неколико изузетних примера.

### Суботица: Центар мађарске сецесије
Суботица представља апсолутни центар сецесије у Србији и један од најзначајнијих у региону. Архитектура је овде била под снажним утицајем мађарске варијанте стила, коју карактерише употреба национално-романтичарских мотива и раскошна декорација инспирисана фолклором. Најзначајнији архитекти били су Марцел Комор и Деже Јакаб.
- Синагога (1902): Ремек-дело мађарске сецесије, са карактеристичном куполом и богатом орнаментиком инспирисаном лалама и пауновим перима.[3]
- Градска кућа у Суботици (1908–1912): Најмонументалнија грађевина сецесије у Србији, такође дело Комора и Јакаба.
- Палата Рајхл (1904): Дом архитекте Ференца Рајхла, представља врхунски пример флоралне сецесије са фасадом од Жолнаи керамике и оградом од кованог гвожђа у облику срца.[2]

### Нови Сад и остатак Војводине
Иако не у обиму као у Суботици, сецесија је оставила значајан траг и у другим градовима Војводине.
- Нови Сад:
  - Томинова палата (1909), архитекта Липот Баумхорн.
  - Менратова палата (1908).
  - Адамовићева палата (1911), дело архитеката Гезе Коцке и Ђуле Вагнера.
- Зрењанин:
  - Финансијска палата (данас Народни музеј Зрењанин), архитекта Иштван Киш.[4]
- Палић: Водоторањ, Велика тераса и Женски штранд, сви дело Комора и Јакаба, чине јединствену архитектонску целину.

### Београд: Утицаји бечке и француско-белгијске сецесије
У Београду, који је био престоница Краљевине Србије, сецесија се развијала под утицајем бечких и француско-белгијских узора. Овде је стил био умеренији, често комбинован са елементима академизма и српско-византијског стила.
- Хотел Москва (1908): Иако често описиван као пример сецесије, хотел представља еклектичну мешавину стилова са доминантним елементима бечке варијанте. Пројекат је израдио архитекта Јован Илкић у сарадњи са руским архитектима.[5]
- Зграда старе телефонске централе (1908): Дело Бранка Таназевића, један од ретких примера где се сецесијски орнаменти комбинују са утицајима српско-византијског стила.
- Дом Врачарске штедионице (1906): Зграда на углу улица Краља Милана и Светозара Марковића, коју је пројектовао Никола Несторовић, са израженим флоралним рељефима и таласастим линијама на фасади.[1]
- Кућа трговца Стаменковића (1907): На углу улице Краља Петра и Узун Миркове, дело архитеката Андре Стевановића и Николе Несторовића.

## Наслеђе и заштита
Архитектура сецесије у Србији представља важан део европске културне баштине. Многе од наведених зграда су заштићене као споменици културе од великог или изузетног значаја. Град Суботица је члан европске мреже градова сецесије (Réseau Art Nouveau Network), што потврђује међународни значај њеног архитектонског наслеђа. Ипак, многе зграде, посебно оне мање познате, захтевају континуирану рестаурацију и заштиту како би се очувале за будуће генерације.